# Danh sách vụ thử vũ khí hạt nhân của Triều Tiên
Triều Tiên đã tiến hành sáu vụ thử hạt nhân vào năm 2006, 2009, 2013, hai lần vào năm 2016 và năm 2017. Các vụ thử hạt nhân đều được tiến hành ở Bãi thử hạt nhân Punggye-ri bên dưới lòng đất. Việc Triều Tiên liên tục thử nghiệm vũ khí hạt nhân đã khiến cho nhiều quốc gia trên thế giới bày tỏ sự lo ngại.
| [Bản đồ tương tác toàn màn hình]                                                                             |                                                               |
| Các địa điểm thử vũ khí hạt nhân của Triều Tiên 1: 2006; 2: 2009; 3: 2013; 4: 01-2016; 5: 09-2016; 6: 2017;V |                                                               |
| | Biểu đồ hiện đang tạm thời không khả dụng do vấn đề kĩ thuật. |

## Các vụ thử
| Vụ thử | Thời gian thực hiện (UT) | Giờ địa phương  | Địa điểm                                                                                | Mặt chiếu + Độ cao                       | Hình thức     | Công suất | Bụi phóng xạ | Ghi chú                                   |
| ------ | --- | --------------- | --------------------------------------------------------------------------------------- | ---------------------------------------- | ------------- | --------- | ------------ | ----------------------------------------- |
| (1)    | 01:35:27 - 9 tháng 10 năm 2006 | KST (+9 giờ)    | Bãi thử hạt nhân Punggye-ri, Triều Tiên 41°17′06″B 129°06′30″Đ / 41,28505°B 129,1084°Đ  | 1.340 m (4.400 ft), −310 m (−1.020 ft)   | Dưới lòng đất | 0.7–2 kt  |              |                                           |
| (1)    | - Có thể là tiếng nổ, ở phía Đông cách lối vào hầm 1 km hướng Đông Bắc. - Viện Khoa học Địa chất và Tài nguyên Thiên nhiên Liên bang, một viện nghiên cứu địa chất do chính phủ Đức điều hành, ước tính sản lượng là 2 kiloton vào năm 2013 nhưng sau đó sửa thành 0.7 kt. - Trung tâm Địa chấn Quốc tế có các tư liệu và/hoặc dữ liệu có thẩm quyền về sự kiện này. |                 |                                                                                         |                                          |               |           |              |                                           |
| (2)    | 00:54:43 - 25 tháng 5 năm 2009 | KST (+9 giờ)    | Bãi thử hạt nhân Punggye-ri, Triều Tiên 41°17′29″B 129°04′54″Đ / 41,29142°B 129,08167°Đ | 1.340 m (4.400 ft), −490 m (−1.610 ft)   | Dưới lòng đất | 2–5.4 kt  |              | [ 9 ] [ 10 ]                              |
| (2)    | - Đường hầm phía Tây cách lối vào đường hầm khoảng 1,2 km về phía Tây Bắc. - Viện Khoa học Địa chất và Tài nguyên Thiên nhiên Liên bang, một viện nghiên cứu địa chất do chính phủ Đức điều hành, ước tính sản lượng đạt 13 kt vào năm 2013 nhưng sau đó sửa thành 5.4 kt. - Trung tâm Địa chấn Quốc tế có các tư liệu và/hoặc dữ liệu có thẩm quyền về sự kiện này. |                 |                                                                                         |                                          |               |           |              |                                           |
| (3)    | 12 tháng 2 năm 2013 02:57:51 | KST (+9 giờ)    | Bãi thử hạt nhân Punggye-ri, Triều Tiên 41°16′05″B 129°04′51″Đ / 41,26809°B 129,08076°Đ | 1.340 m (4.400 ft), −1.000 m (−3.300 ft) | Dưới lòng đất | 6–16 kt   |              | [ 11 ] [ 12 ]                             |
| (3)    | - Có khả năng vụ thử nghiệm diễn ra ở Đường hầm phía Tây do đường hầm phía Nam bị hư hại do lũ lụt năm 2012. - Viện Khoa học Địa chất và Tài nguyên Thiên nhiên Liên bang, một viện nghiên cứu địa chất do chính phủ Đức điều hành, ước tính sản lượng đạt 40 kt vào năm 2013 nhưng sau đó sửa thành 14 kt. - Đại học Khoa học và Công nghệ Trung Quốc ước tính sản lượng vào khoảng 12,2 kt, với sai số là 3,8 nghìn tấn. Do đó, sản lượng tối đa có thể là 16 kt cho thử nghiệm này. - Trung tâm Địa chấn Quốc tế có các tư liệu và/hoặc dữ liệu có thẩm quyền về sự kiện này. |                 |                                                                                         |                                          |               |           |              |                                           |
| (4)    | 6 tháng 1 năm 2016 01:30:01 | PYT (+8:30 giờ) | Bãi thử hạt nhân Punggye-ri, Triều Tiên 41°18′32″B 129°02′02″Đ / 41,309°B 129,03399°Đ   | 1.340 m (4.400 ft), −1.000 m (−3.300 ft) | Dưới lòng đất | 7–16.5 kt |              | [ 14 ] [ 15 ]                             |
| (4)    | - Được xác nhận là vũ khí nhiệt hạch. - Viện Khoa học Địa chất và Tài nguyên Thiên nhiên Liên bang, một viện nghiên cứu địa chất do chính phủ Đức điều hành, ước tính sản lượng đạt 14 kt nhưng sau đó sửa thành 10 kt. - Đại học Khoa học và Công nghệ Trung Quốc ước tính sản lượng vào khoảng 11,3 kt, với sai số là 4,2 kt. Do đó, sản lượng tối đa có thể là 16,5 kt cho thử nghiệm này. - Trung tâm Địa chấn Quốc tế có các tư liệu và/hoặc dữ liệu có thẩm quyền về sự kiện này. |                 |                                                                                         |                                          |               |           |              |                                           |
| (5)    | 00:30:01 - 9 tháng 9 năm 2016 | PYT (+8:30 giờ) | Bãi thử hạt nhân Punggye-ri, Triều Tiên 41°17′53″B 129°00′54″Đ / 41,298°B 129,015°Đ     | 1.340 m (4.400 ft), −1.000 m (−3.300 ft) | Dưới lòng đất | 15–25 kt  |              | [ 18 ] [ 19 ] [ 20 ]                      |
| (5)    | - Triều Tiên tuyên bố đây là vụ thử thành công đầu đạn hạt nhân có thể gắn vào tên lửa. - Siegfried S. Hecker, Nguyên Giám đốc Phòng thí nghiệm Quốc gia Los Alamos ước tính sản lượng từ 15 đến 25 kt. - Viện Khoa học Địa chất và Tài nguyên Thiên nhiên Liên bang cũng ước lượng con số tương tự là 25 kt. - Đại học Khoa học và Công nghệ Trung Quốc ước lượng sản lượng vào khoảng 17,8 kt, với sai số là 5,9 kt. - Trung tâm Địa chấn Quốc tế có các tư liệu và/hoặc dữ liệu có thẩm quyền về sự kiện này. |                 |                                                                                         |                                          |               |           |              |                                           |
| (6)    | 03:30:01.940 - 3 tháng 9 năm 2017 | PYT(+8:30 giờ)  | Bãi thử hạt nhân Punggye-ri, Triều Tiên 41°20′35″B 129°02′10″Đ / 41,343°B 129,036°Đ     | 1.340 m (4.400 ft), 0 m (0 ft)           | Dưới lòng đất | 70–280 kt |              | [ 24 ] [ 25 ] [ 26 ] [ 27 ] [ 28 ] [ 29 ] |
| (6)    | - Được tuyên bố là vũ khí nhiệt hạch (nhưng có thể chỉ là vũ khí phân hạch phân cấp lên). - Vào ngày 3 tháng 9, cơ quan thời tiết Hàn Quốc, Cục Khí tượng Hàn Quốc, ước tính rằng năng suất vụ nổ vũ khí hạt nhân của vụ thử được cho là từ 50 đến 60 kiloton dựa trên cường độ phát hiện được là 5,6 độ richter. - Ước tính sản lượng ban đầu của Chính phủ Hàn Quốc là 100 kt, và phát hiện ra một trận động đất mạnh 5,7 độ richter. - Ước tính ban đầu của Trung tâm địa chấn NORSAR là 120 kt, dựa trên chấn động 5,8 độ richter. Vào ngày 12 tháng 9 năm 2017, ước tính đã được sửa đổi thành 250 kt dựa trên cường độ 6,1 độ richter. - Viện Khoa học Địa chất và Tài nguyên Thiên nhiên Liên bang của Đức ước tính là "vài trăm kt", dựa trên một chấn động được phát hiện được là 6,1 độ richter. Cơ quan Khí tượng Nhật Bản cũng phát hiện một trận động đất mạnh tương tự. - Trích từ USGS: "[Cường độ] 6,3... Có thể đã xảy ra vụ nổ, nằm gần địa điểm mà Triều Tiên đã cho thử nghiệm các vụ nổ hạt nhân trong quá khứ. Nếu đây là một vụ nổ, Trung tâm thông tin động đất quốc gia USGS không thể xác định được loại của nó, cho dù là hạt nhân hay bất kỳ loại khả thi nào khác". Độ sâu và vị trí vĩ độ/kinh độ gần đúng. - Cơ quan quản lý động đất Trung Quốc cũng phát hiện một trận động đất mạnh 6,3 độ richter. - Đại học Khoa học và Công nghệ Trung Quốc ước tính sản lượng vào khoảng 108.1 ± 48.1 kt. - Khoa Địa - Vật lý của Viện Hàn lâm Khoa học Nga đã ghi nhận được một trận động đất mạnh 6,4 độ richter. - Đài thiên văn Trái đất Lamont–Doherty ước tính 250 kiloton. - Chính phủ Nhật Bản: 160 kt. - Trung tâm Ứng dụng Kỹ thuật Không quân/Tình báo Hoa Kỳ ước tính: 70 đến 280 kiloton. Trước đó, Tình báo Hoa Kỳ đã đưa ra ước tính là 140 kt với sai số không xác định. - Tổ chức Nghiên cứu Vũ trụ Ấn Độ phân tích dữ liệu radar khẩu độ tổng hợp vệ tinh cho thấy vụ nổ ở độ sâu 542 ± 30 mét và năng suất là 245–271 kt. - Trung tâm Địa chấn Quốc tế có các tư liệu và/hoặc dữ liệu có thẩm quyền về sự kiện này. |                 |                                                                                         |                                          |               |           |              |                                           |

1. ↑  Vị trí từ dữ liệu địa chấn, cách Punggye-ri khoảng 6,4 km về phía tây tây bắc và vị trí của các cuộc thử nghiệm trước đó.